# Франкофонте
Франкофонте (італ. Francofonte, сиц. Francufonti) — муніципалітет в Італії, у регіоні Сицилія,  провінція Сиракуза.
Франкофонте розташоване на відстані близько 560 км на південь від Рима, 170 км на південний схід від Палермо, 40 км на північний захід від Сиракузи.
Населення — 12 875 осіб (2014).

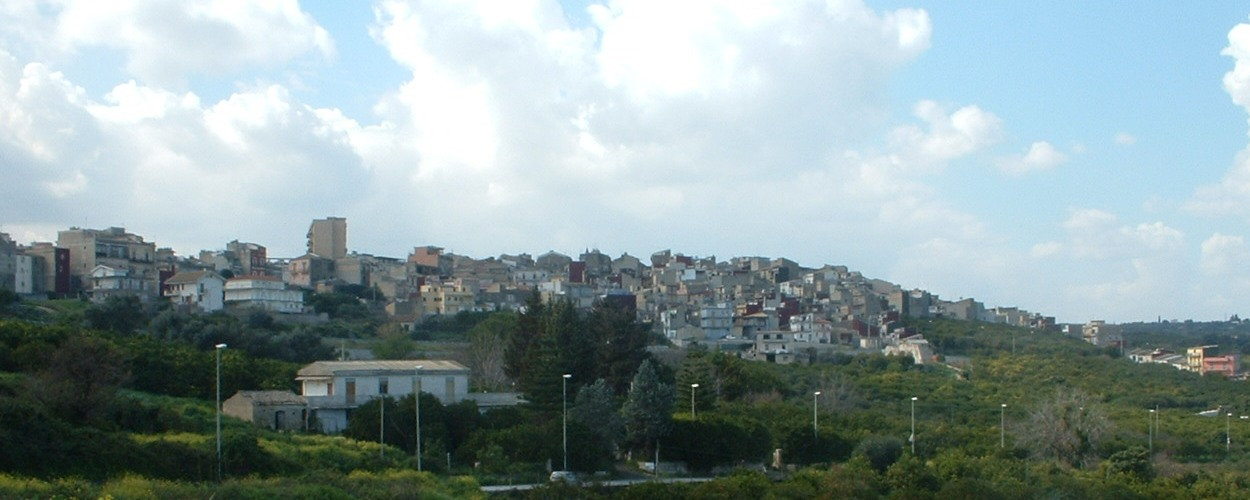

Щорічний фестиваль відбувається 5 серпня. Покровитель — Madonna della Neve.

## Демографія
Населення за роками:

Станом на 1 січня 2023 року в муніципалітеті офіційно проживало 450 іноземців з 43 країн, серед них 228 громадян країн Євросоюзу та 1 громадянин України.

## Сусідні муніципалітети
- Буккері
- Карлентіні
- Лентіні
- Мілітелло-ін-Валь-ді-Катанія
- Віццині